# Guayabitos
Guayabitos är en ort i Mexiko.   Den ligger i kommunen Mascota och delstaten Jalisco, i den centrala delen av landet, 600 km väster om huvudstaden Mexico City. Guayabitos ligger 1 455 meter över havet och antalet invånare är 108.
Terrängen runt Guayabitos är kuperad. Runt Guayabitos är det glesbefolkat, med 8 invånare per kvadratkilometer. Närmaste större samhälle är Talpa de Allende, 10,7 km sydväst om Guayabitos. I omgivningarna runt Guayabitos växer huvudsakligen savannskog.